# Hambleton
Hambleton este un district ne-metropolitan din Regatul Unit, situat în comitatul North Yorkshire din regiunea Yorkshire and the Humber, Anglia.

## Orașe din district
- Bedale
- Easingwold
- Northallerton
- Thirsk